# Vítkův hrádek
Vítkův hrádek, auch Vítkův kámen (deutsch Wittinghausen, auch Wittigstein) ist eine Burgruine nördlich von Svatý Tomáš/St. Thomas in der Gemeinde Přední Výtoň im Okres Český Krumlov in Tschechien.

## Geographie
Die Ruine der Burg Vítkův hrádek befindet sich zwischen dem Moldaustausee im Norden und der Staatsgrenze zu Österreich im Süden auf dem Gipfel des Vítkův Kámen (1035 m) im Landschaftsschutzgebiet Šumava im Böhmerwald. Im Jahre 2006 wurde in der Burgruine eine Aussichtsplattform eröffnet, die einen weiten Rundblick nach Tschechien und Österreich ermöglicht.

## Geschichte
Die Burg wurde vermutlich von dem Witigonen Witiko I. von Krumau (Vítek z Krumlova, ze Sepekova, z Načeradce) gegründet. Sie bildete den Verwaltungsmittelpunkt der neu besiedelten gleichnamigen Herrschaft und diente gleichzeitig der Sicherung des Herrschaftsgebietes, das sich bis auf österreichisches Gebiet ausdehnte. Nach dem Aussterben der Krumauer Linie der Witigonen gelangte Wittinghausen 1302 an den Familienzweig der Rosenberger. Während der Streitigkeiten des böhmischen Adels mit König Wenzel wurde dieser 1394 kurze Zeit auf der Burg gefangengehalten. Um diese Zeit bestand die Herrschaft Wittinghausen aus 15 Dörfern und einer Glashütte.
1427 verpfändete Ulrich II. von Rosenberg die Burg Wittinghausen mit dem deutschen Gericht seinem Schwager Reinprecht IV. von Walsee, dessen gleichnamiger Sohn Reinprecht V. von Walsee die Herrschaft zusammen mit dem Markt Haslach 1464 Johann II. von Rosenberg schenkte. König Vladislav II. bestätigte diese Schenkung 1483 auch für Johanns Söhne, wonach die Herrschaft Wittinghausen in die Herrschaft Krumau inkorporiert wurde. Wegen finanzieller Schwierigkeiten musste der letzte Rosenberger Peter Wok von Rosenberg 1602 Burg und Herrschaft Wittinghausen zusammen mit der Herrschaft Krumau an Kaiser Rudolf II. verkaufen.
Während des Dreißigjährigen Kriegs wurde die Burg 1621 durch das kaiserliche Heer eingenommen und gelangte ein Jahr später an die Eggenberger, die die Befestigungen weiter ausbauten. 1719 gingen die Eggenberger Besitzungen an die Fürsten Schwarzenberg über. Sie veranlassten Konservierungen an den noch erhaltenen Gebäudeteilen der Burg und dem Turm. Mitte des 18. Jahrhunderts war die Burg nicht mehr bewohnt.
1815 wurde im südöstlichen Teil der Burg ein Treppenaufgang zum Aussichtsturm auf dem Gipfel gebaut und später Reparaturen zur Sicherung des Turms durchgeführt.
Während der Zeit der kommunistischen Herrschaft (1945–1989) war die wegen ihrer Nähe zu Österreich im Sperrbezirk der Grenze liegende Burgruine nicht zugänglich.
Um die Burg und die Umgebung spielt Adalbert Stifters Erzählung Der Hochwald. In seinem historischen Roman Witiko lässt er die Burg Wittinghausen als „Burg Witikohaus“ errichten.

## Herrschaft Wittinghausen
Zur Herrschaft Wittinghausen gehörten die Dörfer Asang (Jasánky), Bernek (Pernek), Deutsch Reichenau, Kapellner Waldhäuser (Kaplické Chalupy), Muckenschlag (Mukenslag), Multerberg (Mezilesí), Multerberger Waldhäuser (Multerberské Chalupy), Linden (Linda), Lindner Waldhäuser (Lindské Chalupy), Murau (Murov), Ober Markschlag (Horní Hraničná), Ottenschlag (Otov), Reiterschlag, Rosenau (Rožnov), St. Thomas (Svatý Tomáš), Unter Markschlag (Dolní Hraničná), Uresch (Horní Ureš) und Vorder Heuraffl.
Die nach Deutsch Reichenau eingepfarrten Rustikaldörfer Asang (mit Murau), Bernek, Deutsch Reichenau, Linden, Muckenschlag, Ober Markschlag (mit Hadernthal und Straßbauer), Ottenschlag (mit Binder und Reuth), Reiterschlag, Rosenau, Multerberg, Unter Markschlag und Uresch bildeten das deutsche Gericht, das von österreichischer Seite böhmisches Gericht genannt wurde.
Die Dominikaldörfer Multerberger Waldhäuser (mit Kapellner Waldhäuser und Waldbauer), St. Thomas (mit Löffler und Rosenhügel) und Vorder Heuraffl unterstanden dem Gericht Heuraffl.
Fast alle diese Dörfer wurden nach 1950 wegen des Eisernen Vorhangs dem Erdboden gleichgemacht.